# Pusher 3 : L'Ange de la mort
Pour les articles homonymes, voir Pusher et Ange de la mort.
Série Pusher
Pusher 2 : Du sang sur les mains
(2004)
Pour plus de détails, voir Fiche technique et Distribution.
Pusher 3 : L'Ange de la mort (Pusher III: I'm the Angel of Death) est un film danois écrit et réalisé par Nicolas Winding Refn, sorti en 2005. Il est le dernier film d'une trilogie mettant en avant le milieu criminel à Copenhague. Ce film se concentre sur le personnage de Milo, baron de la drogue d'origine serbe.

## Synopsis
Milo, un baron de la drogue d'origine serbe, entre deux âges, assiste à une réunion des Narcotiques anonymes. Lors de cette réunion, il dit être sobre depuis 5 jours. Il dit également qu'il est récidiviste et qu'il doit se ressaisir. Il a promis à sa fille de cuisiner pour 45 convives qui sont invités au 25e anniversaire de celle-ci et que le stress des préparatifs peuvent le faire replonger.
Après la réunion, Milo assiste à la réception d'une petite cargaison de drogue avec son bras-droit Branko. Bien qu'il pense réceptionner de l'héroïne, la cargaison est en fait 10 000 pilules d'ecstasy. Cherchant une explication, Milo rencontre son fournisseur albanais, Luan.
Après une rapide mise au point avec sa fille, Milena, sur les préparatifs de sa fête d'anniversaire, Milo retourne à la cuisine de son club pour cuisiner les plats pour la réception. Après avoir forcé son bras-droit à manger sa cuisine, il rencontre Little Muhammed qui est venu lui donner son tribut quotidien. Le pugnace Muhammed avertit Milo de respecter les vendeurs plus jeunes comme lui, s'auto-proclamant le « Roi de Copenhague », mais Milo se moque de lui et l'appelle le "King Kong de Copenhague" (c'est un jeu de mots sur la prononciation de roi en danois).
Cependant, ne connaissant rien à l'ecstasy, il a besoin de Little Muhammed. Ce dernier lui trouve un client, Milo lui confie la marchandise à la condition qu'il lui ramène l'argent l'heure suivante. Milo voudrait qu'un de ses hommes l'accompagne mais ils sont tous victimes d'une intoxication alimentaire due à la nourriture qu'il leur avait servi plus tôt. Ce dernier n'a pas le choix et laisse le "Roi de Copenhague" faire la vente seul. La fête d'anniversaire commence et Milo partage son temps entre ses invités, la cuisine et des tentatives de contact avec Little Muhammed qui ne donne pas de nouvelles.
Alors qu'il est train d'acheter du vin dans un magasin clandestin, il voit le petit ami de Milena, Mike, qui fait des transactions de drogues. Plus tard il va forcer Mike à accepter que Milo devienne son principal fournisseur, puis lorsque sa fille apprend sa proposition, elle marchandera sur les prix. Milo va jeter la nourriture qui a rendu ses hommes de main malade et ira en urgence acheter du poisson dans un restaurant asiatique et tombe par hasard sur Kurt-le-Con, un dealer de deuxième zone qui lui donne une dose d'héroïne, alors que Milo est en période de sevrage. Étant extrêmement stressé, Milo va dans les toilettes du restaurant et cède à la tentation de fumer. Sans nouvelles de Little Muhammed depuis quatre heures, Milo contacte un policier corrompu qui lui promet de le retrouver.
Milo rencontre Luan et lui avoue qu'il n'a plus l'ecstasy en sa possession et a besoin de plus de temps pour le payer, les albanais forcent Milo à accepter un partenariat pour régler le problème. Utilisant sa cuisine comme lieu de rencontre, Rexho, un escroc et bras-droit de Luan ainsi qu'un proxénète polonais tentent de vendre une jeune fille pour la prostituer. Milo prend ses distances vis-à-vis de la transaction, avec plein de dégout. Rexho le traite comme un subordonné, lui demandant de la nourriture et des boissons. Rexho et le proxénète tentent de vendre la fille à Jeannette, une patronne d'un bordel local, mais elle refuse de l'acheter remarquant qu'elle est trop jeune et inexpérimentée. Milo donne un morceau de gâteau de l'anniversaire de sa fille à la fille après qu'elle lui dise que c'est aussi son anniversaire. Rexho doit s’absenter quelques instants c'est alors que le proxénète polonais part au toilette, la fille tente de fuir mais Milo la rattrape. Le proxénète polonais commence à battre sauvagement la fille et lui ébouillante la main avec une bouilloire. Milo veut s'interposer mais le maquereau lui dit ne pas s'en occuper. En rage, Milo attrape un marteau et frappe mortellement à la tête le proxénète à plusieurs reprises, puis il fait de même avec Rexho en lui disant qu'il ne travaillera jamais pour personnes. Le flic corrompu revient avec Little Muhammed dans le coffre de sa voiture. Il lui livre en lui faisant promettre de ne pas le blesser et encore moins le tuer.
Sans solutions pour résoudre le problème des corps, Milo va voir son vieil ami et ex-bras-droit Radovan, qui a quitté le crime organisé pour monter une pizzeria. Radovan dit à Milo que son fils va entrer à l'université et que, ne voulant surtout pas replonger, il hésite à l'aider. Mais il accepte une dernière fois de le faire, en souvenir du "bon vieux temps". Ils torturent donc Muhammed pour lui faire avouer ce qu'il a fait de l'argent résultant de la vente des pilules d'ecstasy. Muhammed dit à Milo que ses pilules d'ecstasy étaient en fait de simples bonbons, et d'ailleurs il en a encore dans sa poche, Milo peut vérifier. Et furieux, il traite son fournisseur de "has been" et de "junkie". Du coup, Milo et Radovan enferment Muhammed dans un congélateur. Puis ils se rendent au club de Milo pour se débarrasser des corps de Rexho et du maquereau polonais. Ils vident les cadavres et les découpent pour les mettre dans des sacs poubelle. À l'aube, Milo retourne dans sa tranquille maison et parle avec Milena. Elle s'est étonnée de sa disparition durant la fête puis va au lit. Milo s'en va dans le jardin et fume une cigarette en silence alors qu'il contemple sa piscine vide.

## Fiche technique
- Titre original : Pusher III: I'm the Angel of Death
- Titre français : Pusher III : L'Ange de la mort
- Réalisation : Nicolas Winding Refn
- Scénario : Nicolas Winding Refn
- Sociétés de production : Det Danske Filminstitut - Nordisk Film - TV 2 Danmark - Pusher III Ltd. - NWR Film Productions
- Décors : Rasmus Thjellesen
- Costumes : Jane Whittaker
- Photographie : Morten Søborg
- Montage : Miriam Nørgaard et Anne Østerud
- Distribution : Les Acacias
- Pays d’origine :  Danemark
- Langue originale : danois, serbe, polonais
- Genre : Film criminel
- Durée : 105 minutes
- Dates de sortie :
  -  Danemark : 22 août 2005 (Festival international du film de Copenhague)
  -  France : 28 juin 2006
- Public : Interdit aux moins de 16 ans lors de sa sortie au cinéma en  France.

## Distribution
- Zlatko Burić (VF : Paul Borne) : Milo, un baron de la drogue d'origine serbe
- Marinela Dekic (VF : Marie Zidi) : Milena, la fille de Milo
- Slavko Labovic (de) (VF : Bruno Magne): Radovan, un ancien homme de main de Milo devenu patron de pizzeria
- Ramadan Huseini (no) (VF : Stéphane Ronchewski) : Rexho, bras-droit de Luan, chef du gang albanais
- Ilyas Agac : Little Muhammed, un ambitieux dealer
- Kujtim Loki : Luan, chef du gang albanais
- Vanja Bajicic : Branko, ami et bras-droit de Milo
- Levino Jensen (da) : Mike
- Linse Kessler : Jeanette, propriétaire d'un bordel local dirigé auparavant par Kurt-le-con et ex-femme du Duc
- Marek Magierecki : Mitja
- Sven Erik Eskeland Larsen : Svend
- Karsten Schrøder : Røde
- Kurt Nielsen (VF : Laurent Mantel): Kurt-le-con, dealer de seconde zone
- Hakan Turan : Ali, lieutenant de Little Muhammed

## Production
Le film se déroule à Copenhague, au Danemark, qui est aussi le lieu de tournage. Tout comme Pusher et Pusher 2 : Du sang sur les mains, toutes les scènes de Pusher 3 ont été tournées dans l'ordre. Après la fin du tournage, la fiction rejoint la réalité, l'acteur qui interprète Little Muhammad, Ilyas Agac, est envoyé en prison et Nicolas Winfing Refn a dû prendre le film avec lui en prison pour lui montrer. Le film est dédié à Poul Nyrup (1934-1982).

### Choix des interprètes
L'Ange de la  mort marque les débuts de Zlatko Burić comme acteur principal. Il est le seul à apparaître dans les trois films de la trilogie et il est avec Kurt Nielsen, Linse Kessler et Ilyas Agac l'un des quatre acteurs à apparaître dans le film par rapport à Pusher 2 : Du sang sur les mains sorti en 2004.
Zlatko Burić, Slavko Labovic et Levino Jensen sont les seuls acteurs à avoir repris leurs rôles respectfs pour le troisième film.

## Analyse
Le film se focalise sur le personnage de Milo. Ce parrain avait une grande importance dans Pusher. Il était alors craint et respecté. Dans Pusher 2 : Du sang sur les mains, il faisait une courte apparition, où il semblait être toujours aussi important au sein de la pègre danoise. À présent, vieilli et peu au courant des nouvelles drogues, le pouvoir de Milo est contesté par des jeunes gangs.
Pour résumer la trilogie Pusher, le réalisateur a établi trois règles :
- 1 : Plutôt que des films sur le crime, ce sont des films sur des gens dans un environnement criminel[2].
- 2 : Chaque film est raconté du point de vue du personnage principal, à travers ses yeux et ses oreilles. En l'occurrence dans Pusher 3, c'est à travers le personnage de Milo[2].
- 3 : Chacun est conscient que celui qui vit par l'épée périra par l'épée. Il utilise ces trois ingrédients dans les trois films[2].

## Réception critique
Sur le site Allociné, le film totalise 4,5 étoiles sur 5 parmi 19 critiques presse. Le Monde écrit : « Pusher 3 n'offre même pas les quelques perspectives de rédemption qu'avaient ménagées Nicolas Winding Refn dans les deux premiers épisodes, ne proposant comme seul antidotes à l'horreur que des éclairs d'humour macabres. » Le Parisien écrit : « Si le destin de ces dealers se révèle tout à fait déprimant, les films, eux, sont absolument formidables. » Les Inrockuptibles écrivent, quant à eux, « Le mérite de Nicolas Winding Refn n'en est pas moins grand : grâce à sa patience, il parvient à pousser ces petits films noirs en apparence rudimentaire et fauchés bien au-delà de ce qu'ils promettaient. » Les Cahiers du cinéma écrivent « Cette trilogie gangster-mafia s'avère un spectacle gentil et aimable. L'ensemble n'est certes pas dépourvu d'un certain mauvais aloi, mais inoffensif. » Télérama fait la critique suivante : « Une expérience de spectateur pas ordinaire qui donne toute sa raison d'être à ce roman de cinéma en trois volumes. »
Toujours sur le site Allociné, en février 2014, le film totalise 3,8 étoiles sur 5 parmi 918 critiques de spectateurs.